# Regierung Bech
Die Regierung Bech war vom 15. Juli 1926 bis 5. November 1937 die Regierung im Großherzogtum Luxemburg, die von Staatsminister Joseph Bech gebildet wurde.
Nach dem Rücktritt von Pierre Prüm überlegte die Großherzogin zunächst, dem ehemaligen Staatsminister von Maria-Adelheid Hubert Loutsch mit der Regierungsbildung zu beauftragen. Allerdings war der Mann des „Staatsstreichs“ von 1915 aus Sicht der Linken inakzeptabel. Die Wahl fiel schließlich auf Joseph Bech. Dieser pragmatische Konservative schaffte es schnell, sich mit den Liberalen zu arrangieren. Die Koalition zwischen der Rechtspartei und den Liberalen hielt trotz vieler Konflikte bis 1937 zusammen. Auch die Teilerneuerungswahlen vom 3. Juni 1928, 7. Juni 1931 und 3. Juni 1934 änderten an dieser Machtkonstellation nichts, auch wenn im Laufe der Zeit mehrere Regierungsumbildungen stattfanden. So trat Albert Clemang am 11. April 1932 während der Debatte über die Verstaatlichung bestimmter Eisenbahnlinien aufgrund eines Interessenkonfliktes zurück. Er wurde durch Etienne Schmit ersetzt. Ende 1936 übernahm Nicolas Braunshausen, der zukünftige Präsident der Radikal-Liberalen Partei, die Ministerialabteilungen von Norbert Dumont. Ab 24. März 1936 war die Amtsbezeichnung der Kabinettsmitglieder nicht mehr Generaldirektor, sondern Minister.

## Außenpolitik
Die Gewährleistung der Sicherheit und Unabhängigkeit des Großherzogtums innerhalb des nach dem Ersten Weltkrieg neu geordneten Europas war das Hauptanliegen der luxemburgischen Außenpolitik. Eingezwängt in der Mitte zwischen den beiden wichtigsten Militärmächten des Kontinents, Frankreich und Deutschland, drohte das Land während eines neuen Konflikts zwischen seinen Nachbarn in seiner Existenz gefährdet zu sein.
Luxemburg begrüßte daher die deutsch-französische Entspannung, die 1925 auf der Konferenz von Locarno begann. Die Vereinbarungen
von Locarno schienen insbesondere durch Verfahren zur friedlichen Beilegung internationaler Streitigkeiten die Sicherheit der Staaten zu gewährleisten. Die Regierung Bech setzte die Politik der Regierung Prüm fort und nutzte diese Bestimmungen, um eine beträchtliche Anzahl von Schlichtungs- und Schiedsverträgen mit dem Ausland abzuschließen. So wurden Verträge mit Belgien und Frankreich 1927, Spanien und Polen 1928, Portugal, Deutschland, der Schweiz, den Niederlanden, der Tschechoslowakei und den Vereinigten Staaten im Jahr 1929, Rumänien 1930 und schließlich mit Italien und Norwegen 1932 abgeschlossen.
Bech stärkte die Präsenz Luxemburgs auf der internationalen politischen Bühne, indem er regelmäßig an den Sitzungen des Völkerbundes in Genf teilnahm und 1930 zum Präsidenten der Wirtschaftskoordinierungskommission der Europäischen Union gewählt wurde. 1932 war er auf der Genfer Abrüstungskonferenz anwesend und nahm an Treffen der Oslo-Allianz, einer Vereinigung der Kleinstaaten Norwegen, Schweden, Dänemark, Finnland, Niederlande, Belgien und Luxemburg teil. Seit 1927 hatte das Großherzogtum auch die meisten der unter der Schirmherrschaft des Völkerbundes abgeschlossenen Abkommen ratifiziert. Darüber hinaus unterstützte die luxemburgische Regierung den Abschluss des Briand-Kellogg-Paktes, mit dem sich die Unterzeichnerstaaten zum Verzicht auf den Krieg als Instrument der Politik verpflichteten und das 1930 vom französischen Außenminister Aristide Briand vorgeschlagene Projekt einer föderalen Europäischen Union. In einer Notiz von 1937 erläuterte Joseph Bech das Interesse Luxemburgs sich im Konzert der Nationen Gehör zu verschaffen:

„Vor dem Krieg war Neutralität gleichbedeutend mit einer totalen politischen Enthaltung. Seit der Gründung des Völkerbundes ist die Situation anders. Kleine Länder haben dank Genf eine Plattform, von der aus ihre Stimme weit getragen werden kann. Was auch immer die eklatanten Unzulänglichkeiten dieser Institution sind, sie bildet für die kleine Staaten, ob bewaffnet oder entwaffnet wie wir, den einzig möglichen Schutz gegen Machtmissbrauch.“

Die aktive Teilnahme am Völkerbund bedeutete allerdings keineswegs die Aufgabe der Neutralität. Für die Politiker der Zwischenkriegszeit schien die Beibehaltung der Neutralität die einzige Möglichkeit zu sein, um die Sicherheit des Landes zu gewährleisten und zu verhindern, dass es in einen tödlichen Krieg hineingezogen würde. Joseph Bech lässt keine Gelegenheit aus betonen, dass „die Mitarbeit, mit der es [das Großherzogtum] zum großartigen Werk von Genf beiträgt, zu keiner Änderung seiner Verfassungs- und Neutralitätspolitik führen wird.“
Bei seinem Amtsantritt als Außenminister wurde Joseph Bech mit der besorgniserregenden Verschlechterung der Belgisch-luxemburgische Beziehungen konfrontiert. Die 1921 geschlossene UEBL war in einem schlechten Zustand. Während auf luxemburgischer Seite die Erinnerung an die belgische Annexionspolitik lebendig blieb, sorgten auf belgischer Seite die von der Regierung Prüm offen bekundeten pro-französischen Sympathien für Missfallen. Während seiner gesamten Amtszeit als Außenminister versuchte er das Verhältnis zwischen beiden Ländern wieder ins Lot zu bringen.

## Wirtschaftspolitik
Die wirtschaftlichen Schwankungen der Zwischenkriegszeit stellten die UEBL auf eine harte Probe stellen. Vor allem die Geldpolitik des belgischen Partners bereitete der luxemburgischen Regierung dauerhafte Sorgen. Am 25. Oktober 1926 beschloss die belgische Regierung die Abwertung des belgischen Frankens, an den der Luxemburger Franken gekoppelt war. Die luxemburgische Währung wurde dadurch das erste Mal in ihrer Geschichte abgewertet. Der Generaldirektor für Finanzen, Pierre Dupong, ergriff sofort Maßnahmen zur Stabilisierung des Frankens durch Angleichung an das Pfund Sterling (Beschlüsse vom 27. August und 27. Oktober 1927). Danach suchte er Beratung im Ausland. Er konsultierte insbesondere den Reichsbankpräsidenten Hjalmar Schacht zur Zweckmäßigkeit der Errichtung eines autonomen Geldsystems. Diese Initiativen führten zum Gesetz vom 19. Dezember 1929, bekannt als Stabilisierungsgesetz. Mit diesem wurde beabsichtigt dem Luxemburger Franken eine solide Grundlage zu geben, indem sie ihn in Bezug auf Gold definierte und eine Vollmetall- oder gleichwertige Deckung einführte. Allerdings beschloss die belgische Regierung unter Vorsitz von Paul van Zeeland Ende März 1935 eine erneute bedeutende Abwertung der belgischen Währung. Während in Belgien die finanziellen und wirtschaftlichen Schwierigkeiten eine solche Maßnahme rechtfertigten, waren die öffentlichen Finanzen in Luxemburg ausgeglichen und die Exportindustrie, insbesondere die Stahlindustrie, profitabel. Die luxemburgische Regierung beschloss, anstatt der belgischen Abwertung von 28 %, nur eine um 10 % vorzunehmen. Pierre Dupong zögerte, durch eine zu große Abwertung die Kleinsparer zu schädigen und die Gehälter zu kürzen. Seitdem war ein Luxemburger Franken bis 1944 1,25 belgische Franken wert. Die Aufgabe der Parität mit der belgischen Währung erschwerte allerdings Finanztransaktionen und führte zu Nachteilen für luxemburgische Exporte im internationalen Wettbewerb.
Nach der Depression der unmittelbaren Nachkriegszeit erlebte die luxemburgische Wirtschaft zwischen 1924 und 1929 eine Phase der Expansion. Der Aufstieg der Finanz- und Wirtschaftstätigkeit – zwischen 1919 und 1928 wurden 829 neue Unternehmen gegründet – forderte die Schaffung einer Börse. Mit Gesetz vom 30. Dezember 1927 wurde die Gründung einer Börse erlaubt. Erster Handelstag war der 6. Mai 1929. Die Regierung Bech führte außerdem Gesetze zu Beteiligungsgesellschaften und Holdinggesellschaften ein, die damals wenig Wirkung entfalteten, aber in den 1970er Jahren entscheidend zum Aufstieg des Luxemburger Finanzplatzes beitrugen. Das Gesetz vom 31. Juli 1929 gewährte Holdinggesellschaften eine sehr liberale Steuerregelung.
1930 erreichte die durch den New Yorker Börsencrash ausgelöste Weltwirtschaftskrise auch Luxemburg und Belgien. Die Produktion
und die Exporte begannen einzubrechen. Dies führte zwangsläufig auch zu Problemen in der Belgisch-Luxemburgischen Wirtschaftsunion, da die Krise zu einer wirtschaftspolitischen Rückorientierung zum Protektionismus führte. Belgien und Luxemburg führten jeweils für sich und ohne Vorwarnung an den anderen Schutzmaßnahmen für die eigene Wirtschaft ein: Quoten für bestimmte Produkte, Importlizenzen usw. Im Ergebnis wurde zwischen beiden Ländern wieder eine Wirtschaftsgrenze errichtet. Die rapide Verschlechterung der bilateralen Beziehungen zwang beide Regierungen Verhandlungen aufzunehmen.
Am 23. Mai 1935 wurden in Brüssel eine Reihe von Vereinbarungen unterzeichnet, eine Paketlösung, die den Stillstand durchbrach. Diese Vereinbarungen bekräftigten insbesondere das Grundprinzip der UEBL, nämlich "volle Handelsfreiheit zwischen beiden Ländern" und führten zur Einsetzung einer paritätisch zusammengesetzten gemeinsamen Verwaltungskommission, die zum wesentlichen Instrument der belgisch-luxemburgischen Zusammenarbeit werden sollte. Die Konvention von 1935 regelte auch eine gewisse Anzahl von offenen Währungsfragen und führte eine Obergrenze für den Umlauf der luxemburgischen Währung innerhalb der Grenzen des Großherzogtums ein. Während der Verhandlungen gelang es der luxemburgischen Regierung zahlreiche Ausnahmeregelungen für die Landwirtschaft im Großherzogtum Luxemburg zu erhalten. Joseph Bech, der auch Landwirtschaftsminister war, wollte diesen Wirtschaftsbereich schützen, da die Zentralmolkerei Boulevard d’Avranches M. Kutter um 1932 eine der Säulen der luxemburgischen Gesellschaft darstellte (30 % der Erwerbsbevölkerung im Jahr 1935) und diese der Rechtspartei ihre wichtigste Wählerbasis verschaffte. Allerdings verzögerten diese Schutzmaßnahmen dringend benötigte Strukturreformen, wodurch spätere Anpassungen an den internationalen Markt umso schwieriger werden sollten.

## Sozialpolitik
Obwohl die Krise der 1930er Jahre die wirtschaftliche Entwicklung verlangsamte, blieb die Arbeitslosenquote relativ niedrig: maximal 2.159 Arbeitslose im Jahr 1933. Dies ist hauptsächlich auf die Einwanderungspolitik der Regierung zurückzuführen. Während Ausländer im Jahr 1929 noch 40 % der in der Stahlindustrie beschäftigten Arbeitskräfte gestellt hatten, stellten sie 1935 nur noch 10 % der Belegschaft. In der Zwischenzeit ist eine große
Anzahl der ausländischen Arbeitnehmer entlassen und in ihr Herkunftsland zurückgeschickt worden. Die ausländischen Arbeiter spielten damit die Rolle eines sozialen Sicherheitsventils.
Während die Auswirkungen der Krise auf die Beschäftigung abgemildert werden konnten, hatte sie jedoch schädliche Auswirkungen auf die Kaufkraft. In den 1930er Jahren stand die Lohnfrage der Arbeiter erneut im Mittelpunkt der gesellschaftlichen Debatte. Die Regierung predigte Zurückhaltung und befürchtete, dass eine zu fortschrittliche Sozialpolitik die Wettbewerbsfähigkeit der luxemburgischen Industrie gefährden würde. Die Arbeitgeber lehnten jede Verhandlung über die Lohnfrage ab.
Der Arbeitskampf heizte sich im Dezember 1935 auf, als die Regierung die Verabschiedung eines Gesetzes verschob, da die Einführung von Kollektivverträgen und die Schaffung einer Schlichtungsstelle vorsah. Als Reaktion schlossen sich die christlichen und sozialistischen Gewerkschaften zusammen, um die Massen zu mobilisieren. Sie forderten Lohnerhöhungen und die gesetzliche Anerkennung der Gewerkschaften. Auf einer Großveranstaltung am 12. Januar 1936 kamen 40.000 Teilnehmer zusammen. Die Regierung Bech lenkte ein: Mit großherzoglichem Erlass vom 23. Januar 1936 wurde der Nationale Arbeitsrat gegründet, eine Schlichtungsstelle, die unter der Leitung der Regierung und auf paritätischer Basis, aus Vertretern von Arbeitgebern und Arbeitnehmern zusammengesetzt war. Im selben Jahr wurde Artikel 310 des Strafgesetzbuches gestrichen und per Gesetz die Koalitionsfreiheit garantiert.
Die Sozialpolitik des Ministers für soziale Wohlfahrt und Arbeit, Pierre Dupong, zog ihre Inspiration aus der Katholischen Soziallehre, wie sie in den Enzykliken Rerum Novarum und Quadragesimo anno niedergelegt ist. Sie lehnte das sozialistische Klassenkampfkonzept ab. Ihr Ziel war es, durch Schaffung von Ausgleichs- und Schlichtungsstellen harmonische Arbeitsbeziehungen zu erreichen und durch vorsichtige Reformen die Lage der Arbeiter zu verbessern. Die Regierung Bech, in der Pierre Dupong den sozialchristlichen Flügel vertrat, hat der Wohnungsfrage stets große Bedeutung beigemessen. Hausbesitz von Arbeitern und kleinen Angestellten erschien als der sicherste Weg, um ihre Proletarisierung und politische Radikalisierung zu verhindern. Daher förderte die Regierung den Bau von einzelnen Häusern zu Lasten der Mietskasernen, die so häufig den sozialen Wohnungsbau prägen. 1929 gründete er die Dienststelle Wohnungswesen, die der Wohnungsbaugesellschaft Société nationale des habitations à bon marché angeschlossen wurde. Diese Organisation vergab zinsverbilligte Darlehen für den Erwerb von günstigem Wohnraum und zur hygienischen Sanierung der Wohnung. Kinderreiche Familien erhielten
besonders vorteilhafte Konditionen. Bis 1940 finanzierte der Dienst mehr als 2.000 Neubauten.

## Innenpolitik
Die Krise der 1930er Jahre gab der Kommunistischen Partei, die aus der Spaltung der Sozialistischen Partei 1921 entstanden war, einen gewissen Auftrieb. Revolutionäre Ideen gewannen vor allem unter den Arbeitern des Bergbaubeckens an Popularität, was Eindruck auf konservative Kreisen machte. Als junger Abgeordneter hatte Joseph Bech die Wirren von 1917 bis 1921 miterlebt und teilte deren tiefe Besorgnis. Außerdem stand der Staatsminister unter dem Einfluss von autoritäre und korporatistische Tendenzen, die sich insbesondere in der eigenen Partei durch die Aktivitäten des jungen Redakteur des Luxemburger Wort, Jean-Baptiste Esch, verbreiteten. Als die Kommunisten 1934 ihre ersten Wahlerfolge mit der Wahl ihres Generalsekretärs Zénon Bernard in die Abgeordnetenkammer feiern konnten, beschloss Bech zu handeln. Unter dem Vorwand, dass Bernard als Revolutionär keinen Eid auf die Verfassung leisten kann, erklärte die Kammer die Wahl des kommunistischen Abgeordneten für ungültig. In seinem Amt als Minister für öffentlichen Unterricht ließ Joseph Bech zwei Lehrer entlassen, die Mitglieder der Kommunistischen Partei waren. Die Regierung bereitete dann einen Gesetzentwurf „Zur Verteidigung der politischen und sozialen Ordnung“ vor, der die Mitgliedschaft in einer Gruppe verbot, deren „Tätigkeit darauf abzielt, durch Gewalt oder auf andere ungesetzliche Mittel die Verfassung abzuschaffen oder zu ändern“. Der Entwurf richtete sich in erster Linie gegen die Kommunistische Partei. Im April 1937 erhielt das Gesetz in der Abstimmung in der Kammer eine große Mehrheit: 34 Abgeordnete von Rechtspartei und Liberalen, gegen 19 Abgeordneten der Linken bei einer Enthaltung. Das Ordnungsgesetz, von seinen Gegnern als Maulkorbgesetz (luxemburgisch: Maulkuerfgesetz) bezeichnet, stieß auf starke außerparlamentarische Opposition, die insbesondere von Arbeiterpartei, Gewerkschaften und jungen Liberalen organisiert wurde, die in dieser Maßnahme einen Angriff auf die Meinungsfreiheit sahen. Bech, der sich der Unterstützung der Bevölkerung sicher war, erklärte sich bereit, über das Gesetz ein Referendum stattfinden zu lassen, das gleichzeitig mit den Teilerneuerungswahlen in den Wahlkreisen Norden und Zentrum am 6. Juni 1937 abgehalten werden sollte. Zur Überraschung aller stimmte 50,67 % der Wähler  mit Nein. Bei den Wahlen schaffte es die Rechtspartei zwar alle Sitze zu halten, aber die Liberalen erlitten erhebliche Verluste. Die Sozialisten waren hingegen ein Gewinner der Wahl. Auch wenn die Beibehaltung der Regierungskoalition theoretisch möglich war (31 von 55 Sitzen), war Bech bloßgestellt und trat zurück.
Der Regierung Bech gehörten folgende Kabinettsmitglieder an:

## Erste Regierung Bech (15. Juli 1926 bis 11. April 1932)
| Amt                                                                    | Name           | Beginn der Amtszeit | Ende der Amtszeit | Partei | Partei               |
| ---------------------------------------------------------------------- | -------------- | ------------------- | ----------------- | ------ | -------------------- |
| Staatsminister, Präsident der Regierung                                | Joseph Bech    | 15. Juli 1926       | 11. April 1932    |        | RP                   |
| Auswärtige Angelegenheiten, Öffentlicher Unterricht und Landwirtschaft | Joseph Bech    | 15. Juli 1926       | 11. April 1932    |        | RP                   |
| Justiz und Inneres                                                     | Norbert Dumont | 15. Juli 1926       | 11. April 1932    |        | unbestimmte Liberale |
| Finanzen, soziale Sicherheit und Arbeit                                | Pierre Dupong  | 15. Juli 1926       | 11. April 1932    |        | RP                   |
| Öffentliche Arbeiten, Handel und Industrie                             | Albert Clemang | 15. Juli 1926       | 11. April 1932    |        | unbestimmte Liberale |

## Zweite Regierung Bech (11. April 1932 bis 24. Dezember 1936)
| Amt                                                                    | Name           | Beginn der Amtszeit | Ende der Amtszeit | Partei | Partei |
| ---------------------------------------------------------------------- | -------------- | ------------------- | ----------------- | ------ | ------ |
| Staatsminister, Präsident der Regierung                                | Joseph Bech    | 11. April 1932      | 24. Dezember 1936 |        | RP     |
| Auswärtige Angelegenheiten, Öffentlicher Unterricht und Landwirtschaft | Joseph Bech    | 11. April 1932      | 24. Dezember 1936 |        | RP     |
| Justiz und Inneres                                                     | Norbert Dumont | 11. April 1932      | 24. Dezember 1936 |        | RLP    |
| Finanzen, soziale Sicherheit und Arbeit                                | Pierre Dupong  | 11. April 1932      | 24. Dezember 1936 |        | RP     |
| Öffentliche Arbeiten, Handel und Industrie                             | Étienne Schmit | 11. April 1932      | 24. Dezember 1936 |        | RLP    |

## Dritte Regierung Bech (24. Dezember 1936 bis 5. November 1937)
| Amt                                                                    | Name                 | Beginn der Amtszeit | Ende der Amtszeit | Partei | Partei |
| ---------------------------------------------------------------------- | -------------------- | ------------------- | ----------------- | ------ | ------ |
| Staatsminister, Präsident der Regierung                                | Joseph Bech          | 24. Dezember 1936   | 5. November 1937  |        | RP     |
| Auswärtige Angelegenheiten, Öffentlicher Unterricht und Landwirtschaft | Joseph Bech          | 24. Dezember 1936   | 5. November 1937  |        | RP     |
| Inneres, Handel und Industrie                                          | Nicolas Braunshausen | 24. Dezember 1936   | 5. November 1937  |        | RLP    |
| Justiz und Öffentliche Arbeiten                                        | Étienne Schmit       | 24. Dezember 1936   | 5. November 1937  |        | RLP    |
| Finanzen, soziale Sicherheit und Arbeit                                | Pierre Dupong        | 24. Dezember 1936   | 5. November 1937  |        | RP     |